# Antonio Giuseppe Caiazzo
Antonio Giuseppe Caiazzo (* 7. dubna 1956 Isola di Capo Rizzuto) je italský římskokatolický duchovní a arcibiskup-biskup Cesena-Sarsina.

## Život
Narodil se 7. dubna 1956 v Isola di Capo Rizzuto.
Vstoupil do Papežského regionálního semináře v Catanzaru. Po studiu teologie byl 10. října 1981 arcibiskupem Giuseppe Agostinem vysvěcen na kněze a inkardinován do diecéze Crotone. Je absolventem doktorského studia liturgiky na Papežském ateneu svatého Anselma. Od roku 1985 byl farářem v Crotone.
Od roku 1996 byl členem Národní rady pro liturgii při Italské biskupské konferenci a ředitelem úřadu pro liturgii. V letech 2012–2016 zastával úřad biskupského vikáře pro zasvěcený život. Vyučoval také liturgiku na Teologickém institutu Kalábrie v Catanzaru.
Dne 12. února 2016 jej papež František jmenoval arcibiskupem Matery-Irsiny. Biskupské svěcení přijal 2. dubna z rukou biskupa Antonia Staglianò a spolusvětiteli byli arcibiskup Domenico Graziani, arcibiskup Andrea Mugione, biskup Salvatore Ligorio a biskup Luigi Antonio Cantafora.
Dne 10. února 2023 se stal apoštolským administrátorem diecéze Tricarico. Dne 4. března bylo papežem rozhodnuto o sjednocení arcidiecéze Matera-Irsina a diecéze Tricarico pod úřad jednoho biskupa tzn. in persona episcopi.
Dne 7. ledna 2025 byl převeden do funkce arcibiskupa-biskupa Cesena-Sarsina.